# Пари (Грузия)
Пари (груз. ფარი) — село в Грузии, на территории Местийского муниципалитета края (мхаре) Самегрело-Верхняя Сванетия.

## География
Село находится в северо-западной части Грузии, к северу от реки Ингури, на расстоянии приблизительно 17 километров (по прямой) к западу от посёлка городского типа Местиа, административного центра муниципалитета. Абсолютная высота — 1393 метра над уровнем моря.

## Население
По результатам официальной переписи населения 2014 года в Пари проживало 80 человек (43 мужчины и 37 женщин). В национальной структуре населения грузины составляли 98,8 %.
| Год  | Население, человек |
| ---- | ------------------ |
| 2002 | 83                 |
| 2014 | ↘ 80               |